# Plebej (film, 1915)
Plebej (ryska: Плебей) är en rysk dramafilm från 1915, regisserad av Jakov Protazanov, baserad på August Strindbergs pjäs Fröken Julie.

## Rollista
- Olga Preobrazjenskaja – Julie
- Nikolaj Radin – Jean [3]